# Suring
Suring és una població dels Estats Units a l'estat de Wisconsin. Segons el cens del 2000 tenia 605 habitants.

## Demografia
Segons el cens del 2000, Suring tenia 605 habitants, 252 habitatges, i 147 famílies. La densitat de població era de 229 habitants per km².
Dels 252 habitatges en un 29,8% hi vivien nens de menys de 18 anys, en un 43,7% hi vivien parelles casades, en un 9,9% dones solteres, i en un 41,3% no eren unitats familiars. En el 36,9% dels habitatges hi vivien persones soles el 19,8% de les quals corresponia a persones de 65 anys o més que vivien soles. El nombre mitjà de persones vivint en cada habitatge era de 2,17 i el nombre mitjà de persones que vivien en cada família era de 2,81.
Per edats la població es repartia de la següent manera: un 22,6% tenia menys de 18 anys, un 8,6% entre 18 i 24, un 23,1% entre 25 i 44, un 18% de 45 a 60 i un 27,6% 65 anys o més.
L'edat mediana era de 42 anys. Per cada 100 dones de 18 o més anys hi havia 77,9 homes.
La renda mediana per habitatge era de 26.023 $ i la renda mediana per família de 38.125 $. Els homes tenien una renda mediana de 28.182 $ mentre que les dones 20.903 $. La renda per capita de la població era de 14.230 $. Aproximadament el 10,5% de les famílies i el 12,4% de la població estaven per davall del llindar de pobresa.

## Poblacions més properes
El següent diagrama mostra les poblacions més properes.